# Police des villes
La police des villes ou police urbaine, (en grec moderne : Αστυνομία Πόλεων / Astinomía Póleon) est une force de police grecque, qui a existé de 1921 à 1984. Elle était chargée de la surveillance des zones urbaines et complémentaire de la gendarmerie grecque, qui était chargée des zones rurales et suburbaines. En 1984, elle est fusionnée avec la gendarmerie grecque pour devenir la police grecque.

## Histoire
La police des villes est créée par décret en 1918 et confirmée en 1920. La force devient opérationnelle dans la ville de Corfou en 1920, puis à Patras (1921), au Pirée (1923) et à Athènes (1929). Fait remarquable, à Thessalonique, la deuxième ville de Grèce, la force n'est pas établie en raison de l'opposition de la gendarmerie, malgré les dispositions de la loi.
Contrairement à la gendarmerie paramilitaire, qui a des liens étroits avec l'Armée hellénique et est commandée par des généraux de l'armée, la police des villes est une force purement civile, sur le modèle du Metropolitan Police Service de Londres et dont la formation est assurée par une mission britannique, dirigée par Sir Frederick Loch Halliday.
À partir de la fin des années 1920, la police des villes, et surtout sa redoutée Direction générale de la sécurité, lancent la persécution d'État du Parti communiste de Grèce naissant, dont la popularité grandit parmi les pauvres des villes, les classes ouvrières et les réfugiés (en) indigents d'Asie mineure.
Au lendemain de la guerre civile grecque, la gendarmerie et la police de la ville deviennent des bastions de l'establishment conservateur et farouchement anticommuniste, un rôle qu'elles conserveront tout au long de la junte militaire grecque de 1967-1974. Après la chute de la junte, l'accent est mis sur la police civile. Malgré la forte opposition de la gendarmerie, la police des villes et la gendarmerie sont fusionnées le 1er novembre 1984 en une police grecque unifiée.

## Galerie

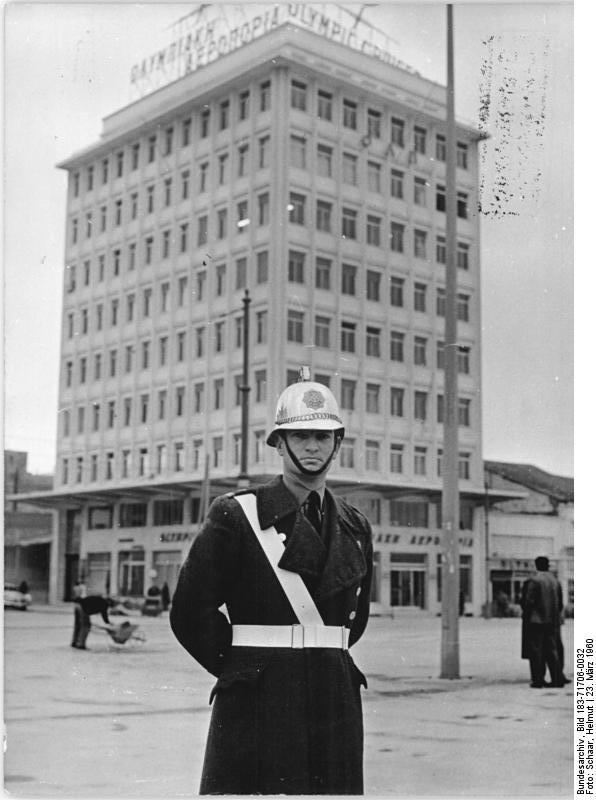
Policier de la circulation routière de la police des villes d'Athènes (1960).
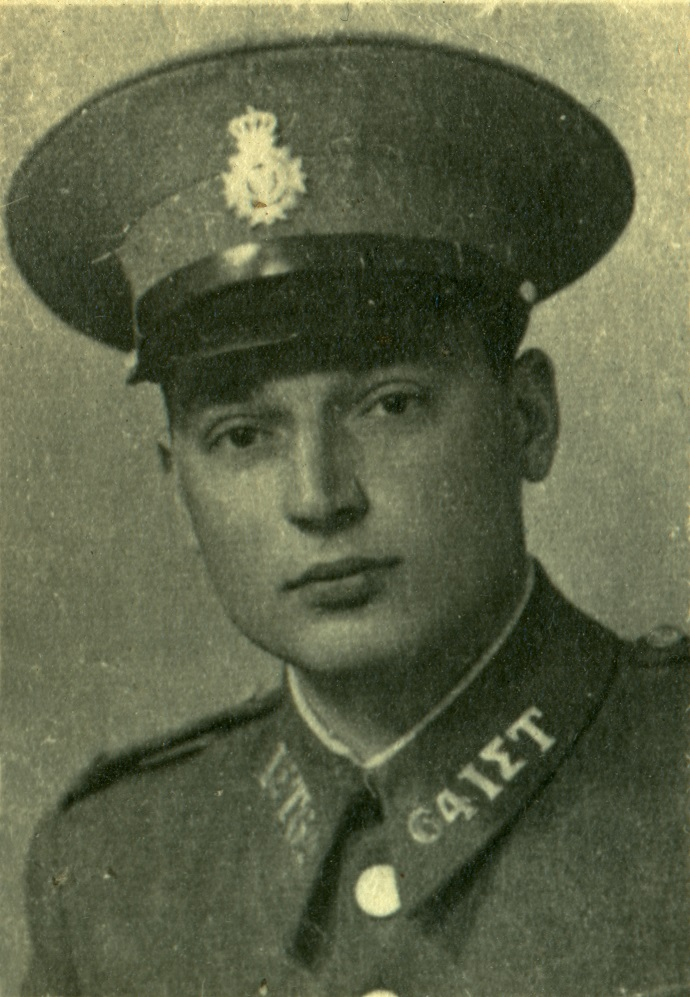
Un policier de la police des villes d'Athènes (vers 1964).
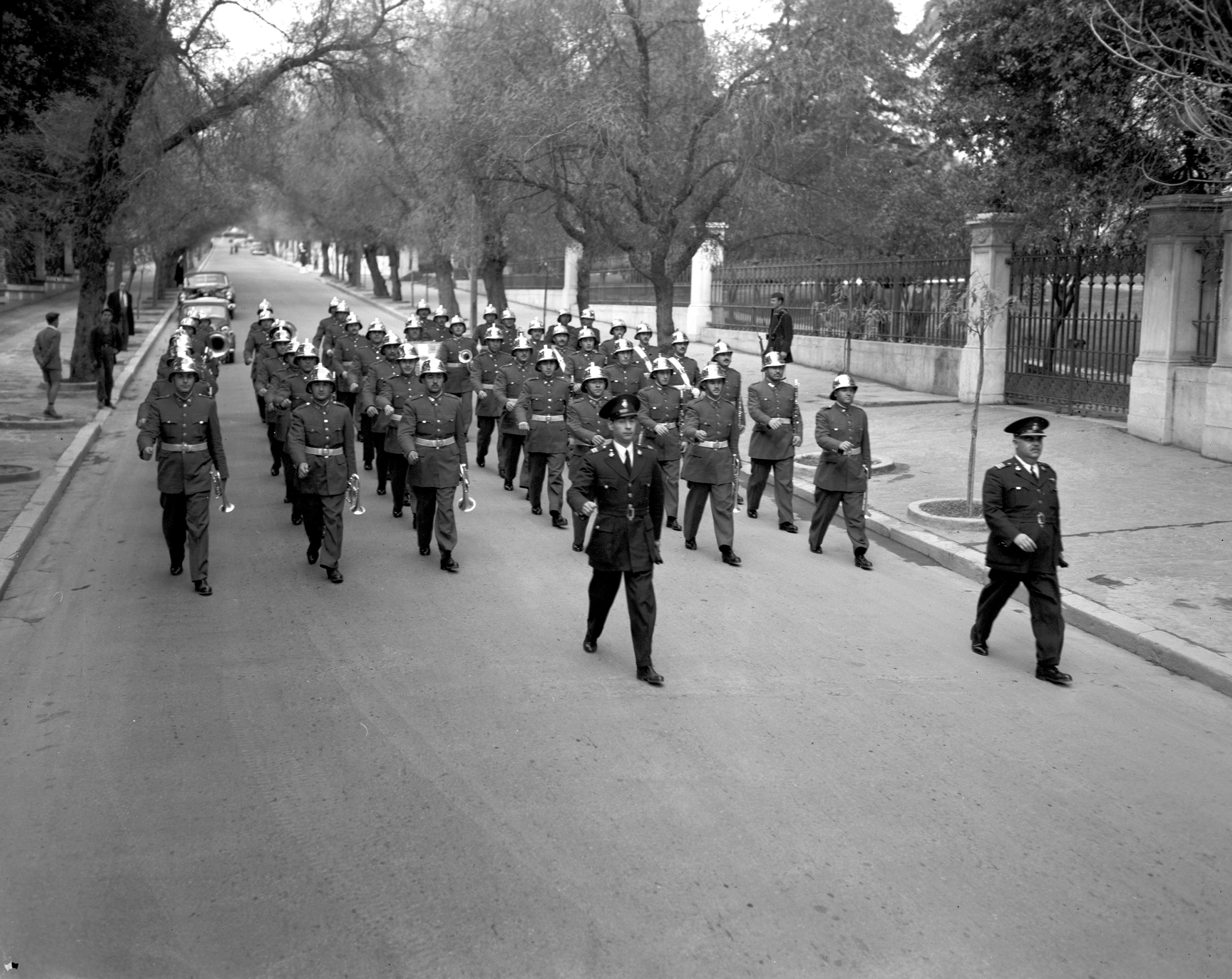
Marche de la police de la ville dans la rue Hérode Attikou au centre d'Athènes (début des années 1950).
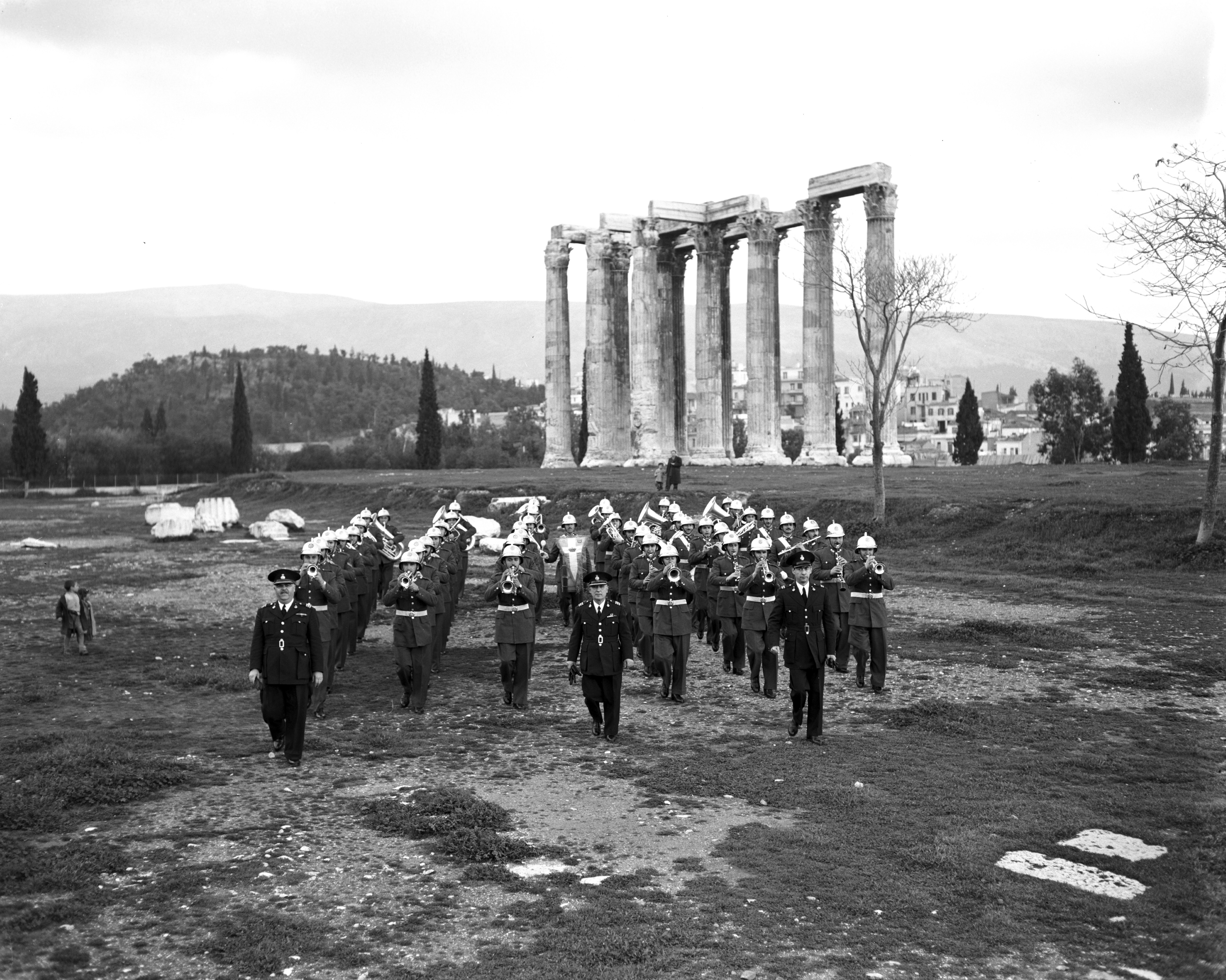
Marche de la police de la ville à l'Olympiéion (Athènes) (début des années 1950).

## Source de la traduction
- (en) Cet article est partiellement ou en totalité issu de l’article de Wikipédia en anglais intitulé « Cities Police » (voir la liste des auteurs).